# 伯利冰川
伯利冰川（英語：Birley Glacier）是南極洲的冰川，位於葛拉漢地的葛拉漢海岸，全長19公里，最終注入巴里拉里灣東端，由讓-巴蒂斯特·夏古率領的法國探險隊發現和測量，現時由南極條約體系管理。